# Cabdill de Bolívia
El cabdill de Bolívia (Hemitriccus spodiops) és un ocell de la família dels tirànids (Tyrannidae).

## Hàbitat i distribució
Habita la selva humida de Bolívia central.